# Station Ashwell and Morden
Ashwell and Morden is een station van National Rail in Odsey, South Cambridgeshire in Engeland. Het station is eigendom van Network Rail en wordt beheerd door Govia Thameslink Railway. Het station is geopend in 1977. 